# (2696) Magion
(2696) Magion (1980 HB) – planetoida z pasa głównego asteroid okrążająca Słońce w ciągu 3,84 lat w średniej odległości 2,45 j.a. Odkryta 16 kwietnia 1980 roku.